# La Bazoge, Manche

La Bazoge este o comună în departamentul Manche, Franța. În 1 ianuarie 2018 avea o populație de 143 de locuitori.